# 札幌市立月寒中学校
札幌市立月寒中学校（さっぽろしりつ つきさむちゅうがっこう）は、北海道札幌市豊平区にある市立中学校。

## 部活動
- 男子サッカー部
- 男子野球部
- 女子バスケットボール部
- 女子バレーボール部
- ハンドボール部
- バドミントン部
- 卓球部
- ソフトテニス部
- 吹奏楽部

## 沿革
- 1947年 - 豊平町立月寒小学校校舎の一部を間借りし開校。校旗、校章制定。
- 1948年 - 元北部軍司令部兵舎を改修して独立校舎となる。校歌制定。
- 1954年 - 昭和天皇が町内に行幸。月寒中学校に奉迎場が設けられた[1]。
- 1961年 - 旧豊平町の札幌市への併合により、札幌市立月寒中学校と改称。
- 1962年 - 札幌市立陵陽中学校開校に伴い、通学区の変更。
- 1967年 - 札幌市立羊丘中学校開校に伴い、通学区の変更。
- 1971年 - 養護学級設置。
- 1974年 - 現在の校舎へ改築（～1983年まで）。
- 1981年 - 完全給食開始。
- 1989年 - 札幌市立あやめ野中学校開校に伴い、通学区の変更。

## 二宮尊徳像
- 前庭にある二宮尊徳像は、1954年の天皇皇后奉迎記念として、豊平町議会議長の小須田潤治より寄贈。

## その他
学校が建つ以前のこの場所は、かつて大日本帝国陸軍第7師団歩兵第25連隊が駐屯する基地「北部軍司令部」が置かれていた。

## 出身者
- 佐藤ノア　ファッションモデル
- 砂原良徳　ミュージシャン（元電気グルーヴ）
- 中本伸一　ゲームクリエイター、元ハドソン副社長
- 藤本那菜　アイスホッケー選手
- 水野滉也　プロ野球選手
- 渡部龍一　元プロ野球選手